# کالدونین ایرویز
کالدونین ایرویز (به انگلیسی: Caledonian Airways) یک شرکت هواپیمایی با کد یاتا 'CA' است که در ۱۹۶۱ میلادی تأسیس شده‌است. دفتر مرکزی کالدونین ایرویز در هورلی، ساری، انگلستان واقع شده‌است و قطب این شرکت هواپیمایی در فرودگاه گاتویک قرار دارد.